# علی عظیمی
علی عظیمی (زادهٔ ۷ شهریور ۱۳۵۶ در تهران) ترانه‌سرا، آهنگساز، نوازنده و خوانندهٔ راک ایرانی مقیم لندن است. او از سال ۱۳۸۸ به عنوان یکی از اعضای اصلی با گروه راک «رادیو تهران» همکاری می‌کرد که به دلیل مهاجرت علی عظیمی به لندن و فراهم نبودن شرایط مهاجرت بقیهٔ اعضای گروه، این همکاری ادامه نیافت و علی عظیمی به صورت مستقل، کار موسیقی را ادامه داد. او دارای مدرک لیسانس مهندسی مکانیک از دانشکدهٔ فنی دانشگاه تهران و فوق‌لیسانس همان رشته از یکی از دانشگاه‌های انگلیس است.آلبوم دوم او، آلبوم «آقای پست» و به ویژه آهنگ «پیش‌درآمد» وی از این آلبوم بسیار مشهور شد و بیش از پنج میلیون بازدید فقط روی یوتیوب داشت.

## کارهای محبوب
از بین کارهای وی نماهنگ‌های «پیش‌درآمد» با تنظیم ویدئو از آرش آشتیانی، «بهار»، «آقای پست» و «تموم چیزها» که با بیت «گر نکوبی شیشه غم را به سنگ…» شناخته می‌شود بسیار موفق و محبوب بودند.  موزیک و بیت پایانی آهنگ «تموم چیزها» در سری برنامه‌های پارازیت کامبیز حسینی و سامان اربابی به‌طور مستمر مورد استفاده بود همچنین کارهای دیگری از گروه اوهام و رادیو تهران که در برنامه‌های کامبیز حسینی نیز پخش می‌شدند مانند «آقای پست» با همکاری گروه کجارت. تموم چیزها تلفیقی از شعر علی عظیمی با قسمتی از اشعار نیما یوشیج است که بیت پایانی آن با الهام از شعر بهار از فریدون مشیری می‌باشد. آهنگ پیش‌درآمد وی، بازدیدهای بسیاری روی فضای مجازی داشته‌است. نماهنگ «زندگی» اجرایی از سروده هوشنگ ابتهاج است که آن را به ابتهاج تقدیم کرده‌است و هوشنگ ابتهاج (ه. الف سایه)، اسماعیل خویی، حسین علیزاده، رضا دقتی، رضا قاسمی، شاهرخ مشکین‌قلم، سیما بینا، پوری بنایی، فرامرز اصلانی، محسن نامجو، پرویز صیاد، دریا دادور، شهره آغداشلو، رعنا فرحان، مامک خادم و حبیب مفتاح بوشهری در این نماهنگ حضور دارند.

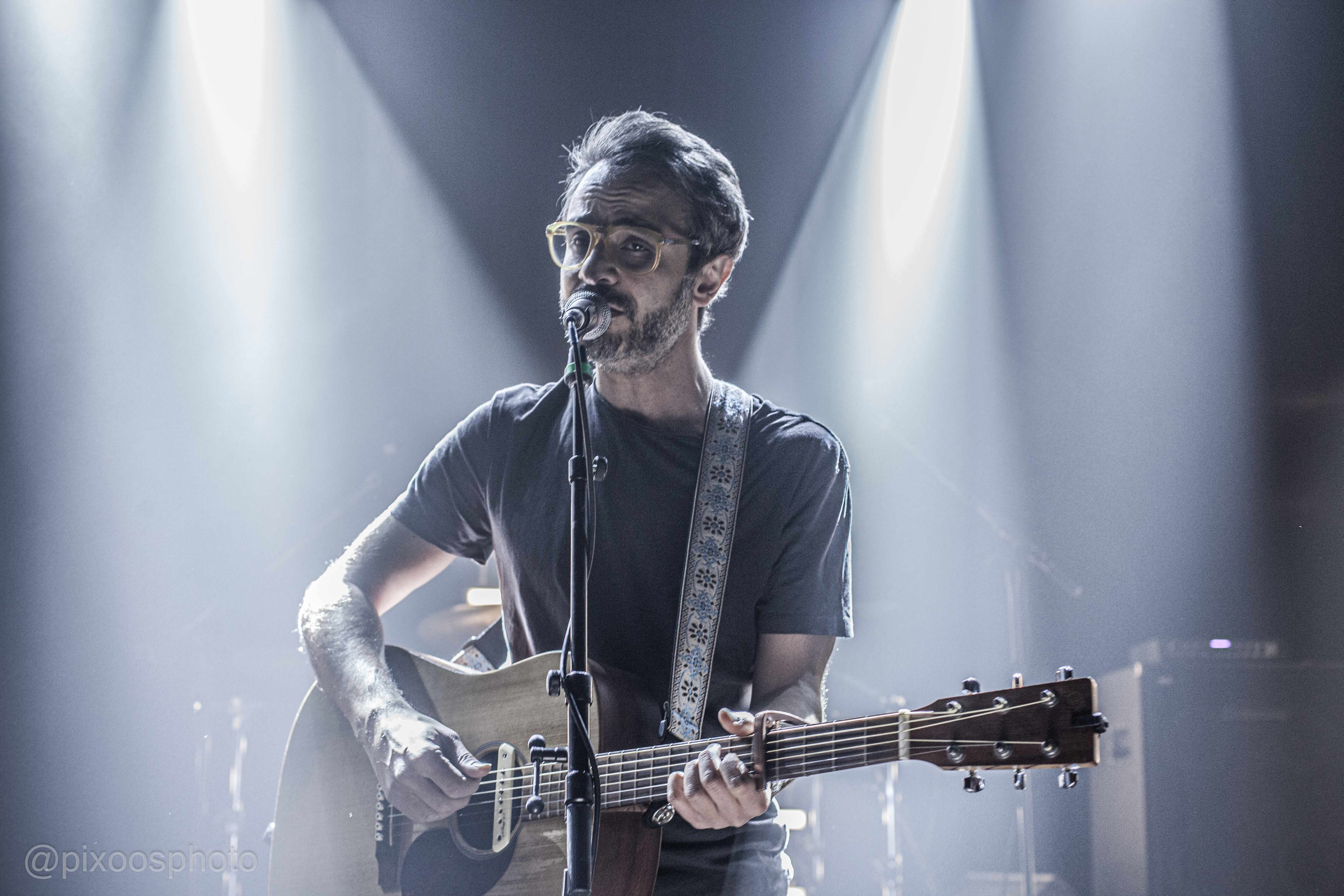
اجرای علی عظیمی در تورنتو

## پیشینه
پیش از انتشار آلبوم دومش، علی عظیمی در مصاحبهٔ سال ۲۰۱۳ با بی‌بی‌سی فارسی از افراد زیادی که وارد گروه رادیو تهران شده و بعداً از آن رفتند صحبت می‌کند. اولین آلبوم وی، به نام رادیو تهران ۸۸ باهمکاری گروه اوهام در ایران در سال ۲۰۱۰ (۱۳۸۹) منتشر شد . رادیو تهران به‌طور جدی، ۲ سال پیش از این مصاحبه شکل گرفت. اواسط سال ۱۳۸۹، گروهی زیرزمینی با حضور «پدرام افشین» (گیتارنواز)، «پیام هاشمی» (درامر) و «حسام گرشاسبی» (بیسیست). بعداً در لندن «صالح زارعی» (بیسیست)، «مارال محمدی» (نوازندهٔ ویولنسل) و «جیسون گریفیتس» (درامر) به این گروه پیوستند. او می‌گوید که هیچ وقت روی تبلیغ آهنگ‌ها متمرکز نبوده‌اند و این خود کار است که محبوبیت و شهرت به دست می‌آورد. عظیمی در سال ۱۳۹۳ و پس از انتشار آلبوم دومش عنوان کرد که همچنان به گروه رادیو تهران تعلق دارد تا زمانی دوباره دور هم جمع شوند. اعضای گروه رادیو تهران، این گروه را به‌راستی زیر زمینی می‌دانستند چون سال ۱۳۸۴ واقعاً در زیرزمین یک خانه کار می‌کردند.

### ایران
او در مصاحبه با بی‌بی‌سی گفت که: «برای گروه‌هایی مثل ما که راک می‌نوازند کسب موفقیت در ایران آسان نیست و فقط چیزی‌ست که شما حتی تمایلی به تلاش برای آن نخواهید داشت…»

### چندشنبه با سینا
او در مصاحبهٔ ۲۰۱۶ با چندشنبه با سینا در شبکهٔ فارسی۱ گفت که دوست ندارد که به او بگویند خواننده زیرا ترانه‌سرایی و ساخت ترانه و موسیقی را فراتر از خوانندگی می‌داند. وی در این برنامه محبوب‌ترین ترانهٔ خود «پیش‌درآمد» را با همکاری میثاق در صحنه اجرا کرد و موزیک‌هایی متفاوت در آلبوم سومش را وعده داد.

## آلبوم‌شناسی
آلبوم «رادیو تهران ۸۸» ۱۳ اسفند ۱۳۸۸
آلبوم «آقای پست» ۴ آبان ۱۳۹۲
آلبوم «عزت زیاآاد» ۱۳ خرداد ۱۳۹۵
آلبوم «از عشق و شیاطین دیگر» ۱۰ مهر ۱۳۹۸
آلبوم «کهربای آرزو»  ۱ خرداد ۱۴۰۱

## آهنگ‌شناسی
آلبوم «۸۸»:
| شماره      | نام          | مدت   |
| ---------- | ------------ | ----- |
| ۱.         | «بهار»       | ۵:۲۸  |
| ۲.         | «همیشه»      | ۳:۱۵  |
| ۳.         | «اشتباه»     | ۴:۳۲  |
| ۴.         | «گلایه»      | ۳:۴۵  |
| ۵.         | «صبر کن»     | ۲:۰۳  |
| ۶.         | «تمومِ چیزا»  | ۵:۵۳  |
| ۷.         | «تو نمی‌دونی» | ۲:۱۷  |
| ۸.         | «عاشقونه»    | ۳:۲۰  |
| ۹.         | «خواب‌نما»    | ۶:۳۵  |
| ۱۰.        | «تعطیلات»    | ۵:۵۳  |
| مجموع مدت: | مجموع مدت:   | ۴۳:۰۱ |

آلبوم «آقای پَست»:
| شماره      | نام                                | مدت   |
| ---------- | ---------------------------------- | ----- |
| ۱.         | «توی حمال»                         | ۴:۴۵  |
| ۲.         | «آقای پَست»                         | ۴:۱۳  |
| ۳.         | «آه از عشق»                        | ۴:۱۸  |
| ۴.         | «پیش‌درآمد»                         | ۴:۵۳  |
| ۵.         | «از تو بریدم»                      | ۳:۲۱  |
| ۶.         | «انتخاب ساده (با همراهی کینگ رام)» | ۳:۱۳  |
| ۷.         | «از روزها»                         | ۳:۵۵  |
| ۸.         | «ترانه‌ساز»                         | ۲:۴۳  |
| ۹.         | «سی و سه»                          | ۳:۲۳  |
| مجموع مدت: | مجموع مدت:                         | ۳۴:۴۴ |

آلبوم «عزت زیاآاد»:
| شماره      | نام                                         | مدت   |
| ---------- | ------------------------------------------- | ----- |
| ۱.         | «زندگی»                                     | ۶:۲۵  |
| ۲.         | «شاپرک (با همراهی عجم)»                     | ۴:۲۱  |
| ۳.         | «دنیا جای گذره»                             | ۳:۵۸  |
| ۴.         | «فردا سراغ من بیا (با همراهی محسن نامجو)»   | ۵:۵۸  |
| ۵.         | «حرف بزن»                                   | ۴:۲۰  |
| ۶.         | «آهنگِ عروسی»                                | ۴:۲۱  |
| ۷.         | «آهنگِ شاد»                                  | ۳:۲۷  |
| ۸.         | «آهنگِ شعاری»                                | ۵:۰۰  |
| ۹.         | «عزت زیاد»                                  | ۴:۰۲  |
| ۱۰.        | «نوروز تو راهه (با همراهی گلنار شهباززاده)» | ۴:۳۷  |
| مجموع مدت: | مجموع مدت:                                  | ۴۰:۳۳ |

آلبوم «از عشق و شیاطین دیگر»:
| شماره      | نام                                 | مدت   |
| ---------- | ----------------------------------- | ----- |
| ۱.         | «نامِ کوچک»                          | ۵:۲۲  |
| ۲.         | «هیهات»                             | ۳:۴۸  |
| ۳.         | «پناهنده»                           | ۳:۴۷  |
| ۴.         | «درگیر»                             | ۴:۱۶  |
| ۵.         | «بیا»                               | ۵:۰۸  |
| ۶.         | «آی دکتر»                           | ۴:۴۵  |
| ۷.         | «نامه»                              | ۴:۳۱  |
| ۸.         | «باز زوج باز فرد (با همراهی عرفان)» | ۳:۴۹  |
| ۹.         | «ناخدا»                             | ۵:۲۵  |
| مجموع مدت: | مجموع مدت:                          | ۴۰:۵۱ |

تک‌آهنگ «مرز پر گُهر» با همراهی گلشیفته فراهانی
تک‌آهنگ «خونهٔ باهار»
آلبوم «کهربای آرزو»:
| شماره      | نام                          | مدت   |
| ---------- | ---------------------------- | ----- |
| ۱.         | «از این شاخه به اون شاخه»    | ۴:۳۴  |
| ۲.         | «رسوا»                       | ۴:۵۴  |
| ۳.         | «همین الان»                  | ۳:۱۰  |
| ۴.         | «تنهایی بسه»                 | ۴:۱۵  |
| ۵.         | «از عشق و شیاطین دیگه»       | ۲:۰۵  |
| ۶.         | «بازی»                       | ۴:۱۱  |
| ۷.         | «پیلبان»                     | ۴:۱۳  |
| ۸.         | «شریک جرم (با همراهی ایندو)» | ۳:۳۵  |
| ۹.         | «کهربای آرزو»                | ۴:۰۹  |
| ۱۰.        | «دلدرد»                      | ۴:۳۶  |
| مجموع مدت: | مجموع مدت:                   | ۳۹:۴۲ |

تک‌آهنگ «دیگه وقتش رسیده»